# Cabo Polonio

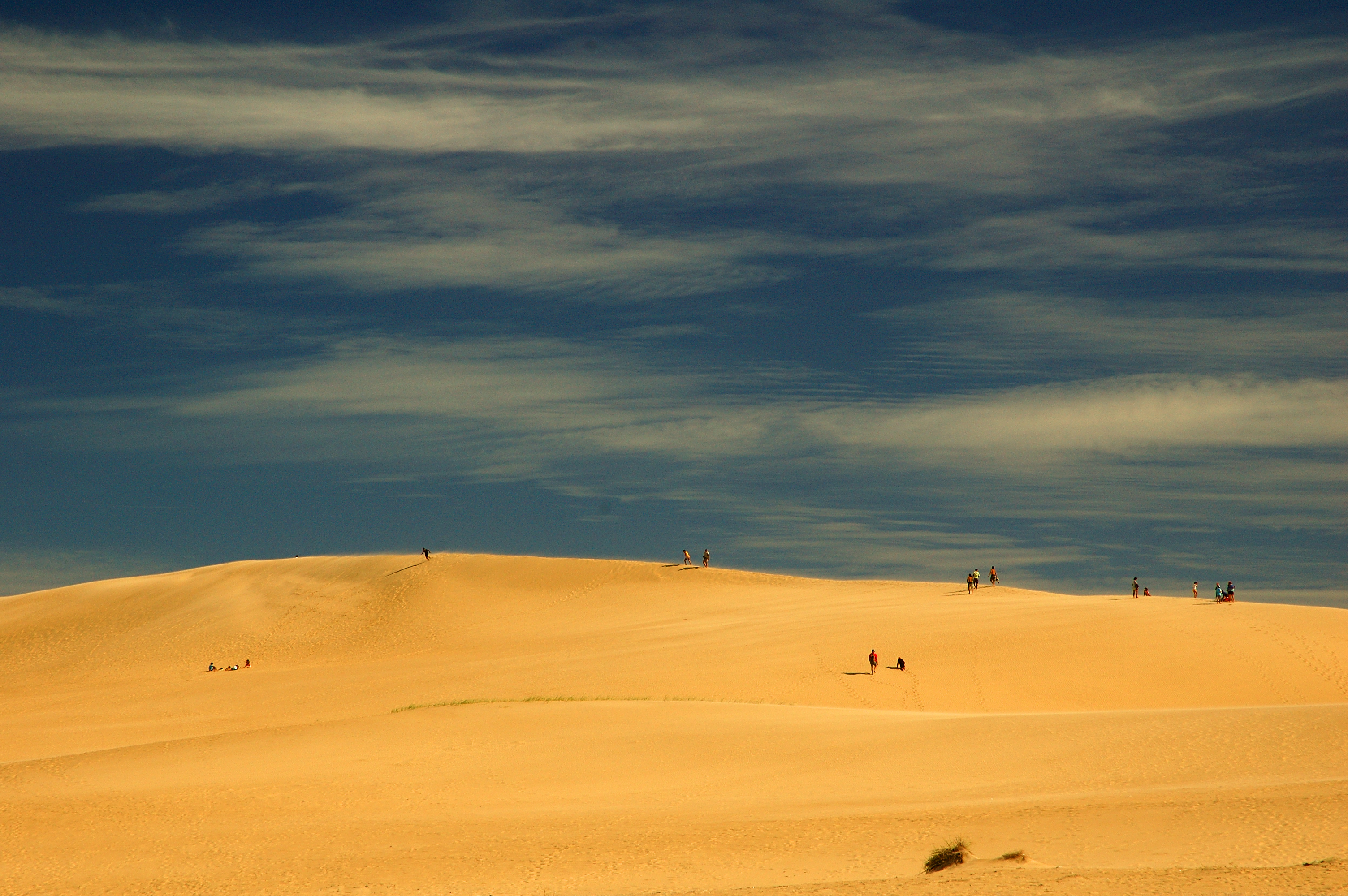
Sanddyner vid Cabo Polonio

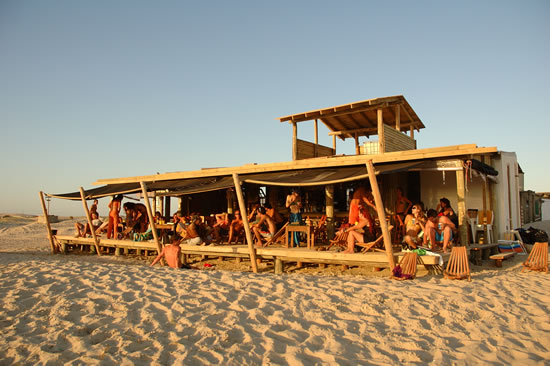
Bar i Cabo Polonio

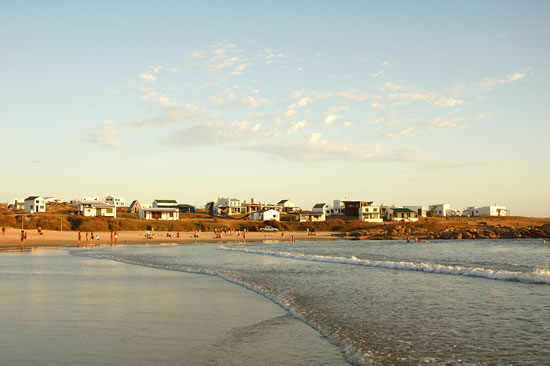
Strand i Cabo Polonio

Cabo Polonio är en liten by belägen vid den östra kusten av departementet Rocha i Uruguay. Byn är unik då den inte har några vägar som leder till den och befinner sig bara ca 7 km från närmsta landsväg. Den är tillgänglig genom att gå genom sanddynerna eller genom fyrdjulsdriven kollektivtrafik som åker över sanden. Det finns ingen elektricitet eller rinnande vatten för de hundra husen i denna stad. Vattnet hämtas ur brunnar eller genom användande av regnvatten. Det finns dock en fyr som får ström från stamnätet. 
Cabo Polonio ligger på spetsen av en halvö som sticker ut i Atlanten. På baksidan av byn som befinner sig mot Atlanten finns stora vågor och strömmar. På den skyddade "framsidan" av byn, på insidan av bukten, ligger vattnet lugnt på stranden. På udden som gett namn åt byn står en fyr över stenblock som mynnar ut i havet.
Byn främsta attraktion är den vackra atlantstranden, samt naturreservaten för sjölejon och de "rörliga sanddynerna", det vill säga att sanden blåses av vinden och rör sig omkring de sandiga platserna vilket gör att de ständigt ändrar form och läge. Detta är ett unikt fenomen som tyvärr, då man under militärdiktaturen i Uruguay beslöt att plantera träd i en enorm mängder i området, har hindrat sanddynernas naturliga rörelsemönster på grund av att vinden inte får blåsa fritt och bära sand. Det finns farhågor att dynerna på grund av detta på sikt kan komma att försvinna. 
Byns mark delas av den uruguayanska staten och privata ägare. Regeringen har nyligen deklarerat området som ett nationellt naturreservat som övervakas av SNAP (Sistema Nacional de Áreas Protegidas).